# جان دیگوید
جان دیگوید (به انگلیسی: John Digweed) (زادهٔ ۱ ژانویهٔ ۱۹۶۷ در هیستینگز، انگلستان) یک دی‌جی، تهیّه‌کنندهٔ موسیقی و هنرپیشهٔ انگلیسی است. او در سال ۲۰۰۱، در رده‌بندی سالانهٔ برترین دی‌جی‌های جهان به‌وسیلهٔ مجلّهٔ دی‌جی جایگاه نخست را به دست آورد.